# Disco Mix Club
Disco Mix Club (DMC) es una organización de Dj's. Fue creada en Inglaterra a mediados de los años 1980 como simples reuniones de Dj's para avanzar en cuestiones de mezcla y tecnología. Se popularizó por crear campeonatos de Dj's en más de 30 países alrededor del mundo.
España cuenta con una delegación nacional, que organiza campeonatos regionales y la final nacional, donde se determina el mejor Dj español, que se batirá con cada campeón nacional del resto de los países.
Las modalidades son el campeonato individual, el battle for world supremacy y el campeonato por equipos. DMC históricamente ha editado y vendido los vídeos de todas estas competiciones, que actualmente se siguen produciendo en DVD.

## Ganadores delDMC World
- 1985: Roger Johnson (UK) Segundo puesto: Sam Crooker (UK)
- 1986: Dj Cheese (USA) Segundo puesto: Space  Dj (Denmark)
- 1987: Chad Jackson (UK) Segundo puesto: Mike Platinas (Spain)
- 1988: Cash money (USA) Segundo puesto: Dj Cheese (USA)
- 1989: Cutmaster Swift (UK) Segundo puesto: Roger Johnson (UK)
- 1990: Dj David (Germany) Segundo puesto: Beatmasters (USA)
- 1991: Dj David (Germany) Segundo puesto: Marito Sosa Dj (ARG). Tercer puesto: Dj Cent (UK)
- 1992: DJ.Eduardo Nicolosi.(Italy) Segundo puesto: Nocive Attack Dj (USA) Tercer puesto: Marito Sosa Dj (ARG)
- 1993: invisible scratch piklez (Mix Master Mike y Q-bert) Segundo puesto: Marito Sosa Dj (ARG).
- 1994: invisible scratch piklez (Mix Master Mike y Q-bert)
- 1995: Roc Raida (USA) Tercer puesto: Frankie Stewart (UK)
- 1996: Dj Noize (Denmark) Tercer puesto: Cash money (USA)
- 1997: A-Trak (Canadá) Tercer puesto: Flash Dj Steve (USA)
- 1998: Dj Craze (USA) Tercer puesto: Dj Fly (France)
- 1999: Dj Craze (USA)[2]
- 2000: DJ Carlos Costello (PR)
- 2001: Plus One (UK)
- 2002: DJ Kentaro (Japan)
- 2003: DJ Carlos Costello (PR)
- 2004: I.Emerge (USA)
- 2005: I.Emerge (USA)
- 2006: Dj Netik (France)
- 2007: Dj Rafik (Germany)
- 2008: Dj Fly (France)
- 2009: DJ Shiftee (USA)
- 2010: Ligone (France)
- 2011: Dj Vajra (USA)
- 2012: Dj Izoh (Japan)
- 2013: DJ Fly (France)
- 2014: Mr Switch (UK)

## Ganadores delDMC Worlden equipos
- 1999: Scratch Perverts (UK)
- 2000: Craze & A-Trak (USA/Canada)
- 2001: Perverted Allies (USA/UK)
- 2002: Birdy Nam Nam (France)
- 2003: C2C (France)
- 2004: C2C (France)
- 2005: C2C (France)
- 2006: C2C (France)
- 2007: Kireek (Japan)
- 2008: Kireek (Japan)
- 2009: Kireek (Japan)
- 2010: Kireek (Japan)
- 2011: Kireek (Japan)
- 2012: Mixfitz (Belgium)
- 2013: 9 O'clock (France)
- 2014: 9 O'clock (France)

## Ganadores del DMC en España
- 1987: Mike Platinas
- 1988: Dimas Carbajo Blanco
- 1989: Dimas Carbajo Blanco
- 1992: Frank Traxx
- 1993: Jota Mayúscula
- 1996: Dj Loomy
- 1997: Dj Loomy
- 1998: Dj Loomy
- 1999: Dj Dare
- 2000: Dj Tedu
- 2001: Dj Jekey
- 2002: Dj Jekey
- 2003: Dj Bordallo
- 2004: No se organiza
- 2005: Dj Tedu
- 2006: Dj Loomy
- 2007: Dj Pimp y GOLDFINGER CREW (campeones por equipos)
- 2008: Dj Datflex (campeón en batalla), Soak(campeón en individual) y GOLDFINGER CREW (campeones por equipos)
- 2009: No se organiza
- 2010: DJ PIMP (campeón en Individual y Batalla) y DAMAGE CREW (campeones por equipos)
- 2014: DJ Rune (campeón en individual), DJ Inim (campeón en batalla) y DJ Datflex & Inim (campeones por equipos)
- 2020: Dj Datflex ( campeón individual), Dj CHK ( subcampeón individual) & Dj twitch (Tercer puesto individual).
- 2021: Dj CHK & Dj Datflex ( Campeones individuales por empate), Dj Ozetak ( Subcampeón individual) & Dj twitch (Tercer puesto individual)